# Oreodera amabilis
Oreodera amabilis là một loài bọ cánh cứng trong họ Cerambycidae.